# Ezi Magbegor
Eziyoda "Ezi" Magbegor (Wellington, 13 de agosto de 1999) é uma jogadora de basquete australiana.

## Carreira profissional
Depois de começar sua carreira na South East Australian Basketball League (SEABL) com a equipe de desenvolvimento da Basketball Australia, o Centre of Excellence, Magbegor não demorou muito para ganhar atenção das ligas profissionais. Em julho de 2017, Magbegor foi contratada pelo Canberra Capitals para a temporada 2017-18 da WNBL.
Em março de 2018, foi anunciado que Magbegor havia assinado um contrato de três anos com o Melbourne Boomers. Magbegor vestiu a camisa do Boomers pela primeira vez na temporada 2018-19 da WNBL, optando por ficar em casa na Austrália trabalhando ao lado de nomes como Jenna O'Hea, Lauren Jackson e Guy Molloy, apesar de várias ofertas de faculdades dos EUA.
Em fevereiro de 2020, Magbegor foi nomeada Betty Watson Australian Youth Player of the Year (anteriormente o prêmio WNBL Rookie of the Year) no Women's National Basketball League (WNBL) Awards, obtendo 38 votos de uma possível contagem de 42 votos.
Em abril de 2022, Magbegor fez parte do time campeão do Melbourne Boomers antes de se mudar para jogar basquete na próxima temporada na Hungria.
Antes da temporada de 2023, Magbegor assinou um contrato de dois anos com o Storm. Com Seattle perdendo Breanna Stewart e Tina Charles para a agência livre, e Sue Bird para a aposentadoria, a temporada de 2023 do Seattle Storm marcou o início de um novo capítulo. Magbegor assumiu um papel titular indiscutível, começando todos os 40 jogos e com média de 32,6 minutos por jogo. Ela registrou recordes de carreira em todas as categorias estatísticas e ganhou sua primeira seleção para o WNBA All-Star Game. Magbegor também foi nomeada para o WNBA All-Defensive Second Team pela segunda temporada consecutiva. Apesar de seu sucesso individual, o Storm, com um elenco muito mais jovem e menos experiente, lutou e perdeu os playoffs pela primeira vez desde 2015.
Para a temporada de 2024, o Storm fortaleceu significativamente seu elenco ao contratar as agentes livres Nneka Ogwumike e Skylar Diggins-Smith. Junto com essas duas e Jewell Loyd, Magbegor formou o que a equipe comercializou como o "Core Four". Em junho, Magbegor assinou uma extensão de contrato de um ano com o Storm. Ela começou 37 jogos na temporada regular, perdendo apenas os três finais devido a uma concussão. Como resultado de estar no protocolo de concussão, ela também perdeu o primeiro jogo do playoff contra os Aces. Embora ela tenha retornado para o segundo jogo, seus esforços não conseguiram evitar outra derrota, o que levou à eliminação do Storm dos playoffs. Apesar de suas performances sólidas, Magbegor não foi selecionada para o WNBA All-Star Game de 2024, uma decisão que Kevin Pelton da ESPN descreveu como "a omissão mais flagrante de todos os tempos". No entanto, ela recebeu três votos para o prêmio de Jogadora Defensiva do Ano da WNBA e foi nomeada para o Primeiro Time Defensivo da WNBA pela primeira vez em sua carreira.

## Carreira na seleção
Em dezembro de 2017, Magbegor foi nomeada para seu primeiro time Opals, ganhando uma vaga no primeiro acampamento enquanto os preparativos para os próximos torneios deste ano estavam em andamento. Depois de participar do acampamento da equipe em fevereiro, Magbegor foi então nomeada para a lista final para os Jogos da Commonwealth de 2018, onde faria sua estreia no Opals. Magbegor estrelou pelo Opals nas Olimpíadas de Tóquio 2020, tendo um jogo de destaque na vitória da Austrália contra os EUA em um amistoso pré-torneio com 17 pontos, igualando a maioria no jogo com Breanna Stewart. Magbegor então foi a artilheira da Austrália durante o torneio olímpico com 20 pontos e oito rebotes no jogo contra a Bélgica (sua estreia olímpica) e 15 pontos contra a China.
Magbegor, como todos os outros membros do time de basquete feminino Opals das Olimpíadas de Tóquio de 2020, teve um torneio difícil. As Opals perderam suas duas primeiras partidas da fase de grupos. Elas pareciam fracas contra a Bélgica e depois perderam para a China em circunstâncias de partir o coração. Em sua última partida do grupo, as Opals precisavam vencer Porto Rico por 25 ou mais em sua partida final para progredir. Elas fizeram isso por 27 em uma partida muito emocionante. No entanto, elas perderam para os Estados Unidos nas quartas de final por 79 a 55.
Nos Jogos Olímpicos de Verão de 2024, em Paris, conquistou a medalha de bronze no torneio feminino do basquetebol, após vencer confronto contra a equipe belga por 85–81 na decisão do terceiro lugar.